# NPo Almirante Maximiano (H-41)
le NPo Almirante Maximiano (H-41) est un navire de recherche océanographique avec la certification glace  de la Marine brésilienne. Le navire porte ce nom en l'honneur de l'amiral Maximiano Eduardo da Silva Fonseca.

## Historique
Il a été construit par les chantiers navals Vigor Shipyards à Seattle (État de Washington) et a été lancé le 13 février 1974. Il a été mis en service en tant que navire auxiliaire. Par la suite, en 1988, au chantier naval d’Aukra en Norvège, il fut entièrement rénové et transformé en navire de pêche. Avant le service brésilien, le navire avait des activités commerciales sous les noms Ocean Empress, Naeraberg, American Empress, Maureen Sea, Scotoil I' et Theriot Offshore I.

## Marine brésilienne
La marine brésilienne ne disposait que d'un seul navire de soutien océanographique, le NAPOc Ary Rongel (H-44), pour appuyer les activités menées par le programme antarctique brésilien (PROANTAR (Brazilian Antarctic Program (en) et pour soutenir la Base antarctique Comandante Ferraz. Compte tenu de la nécessité de disposer d’un navire de recherche spécifique dans la région antarctique qui remplacerait éventuellement l'Ary Rongel, la marine brésilienne a choisi le Ocean Empress sur le marché international, et la Marine a commencé le processus d’achat auprès de la société russe ASK Subsea/Isis Viking Ltd
Le navire a été acquis en septembre 2008. Il a été converti conformément aux exigences spécifiées par la marine brésilienne au chantier BREDO-Bremerhavener Dock GmbH de Bremerhaven, en Allemagne, afin de lui permettre d’opérer en toute sécurité dans la région antarctique, sans aucune restriction.
En novembre 2017, le navire a participé activement à la recherche du sous-marin argentin ARA San Juan (S-42), qui avait disparu lors d'une patrouille le long de la côte argentine. Le 21 novembre, le navire a effectué une opération de balayage océanique conjointement avec l'ARA Puerto Deseado (Q-20) et l'ARA Austral (Q-21) de la Marine argentine.

## Galerie

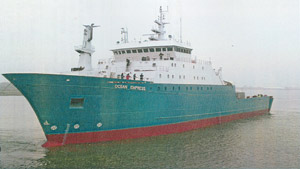
Ocean Empress (avant conversion)
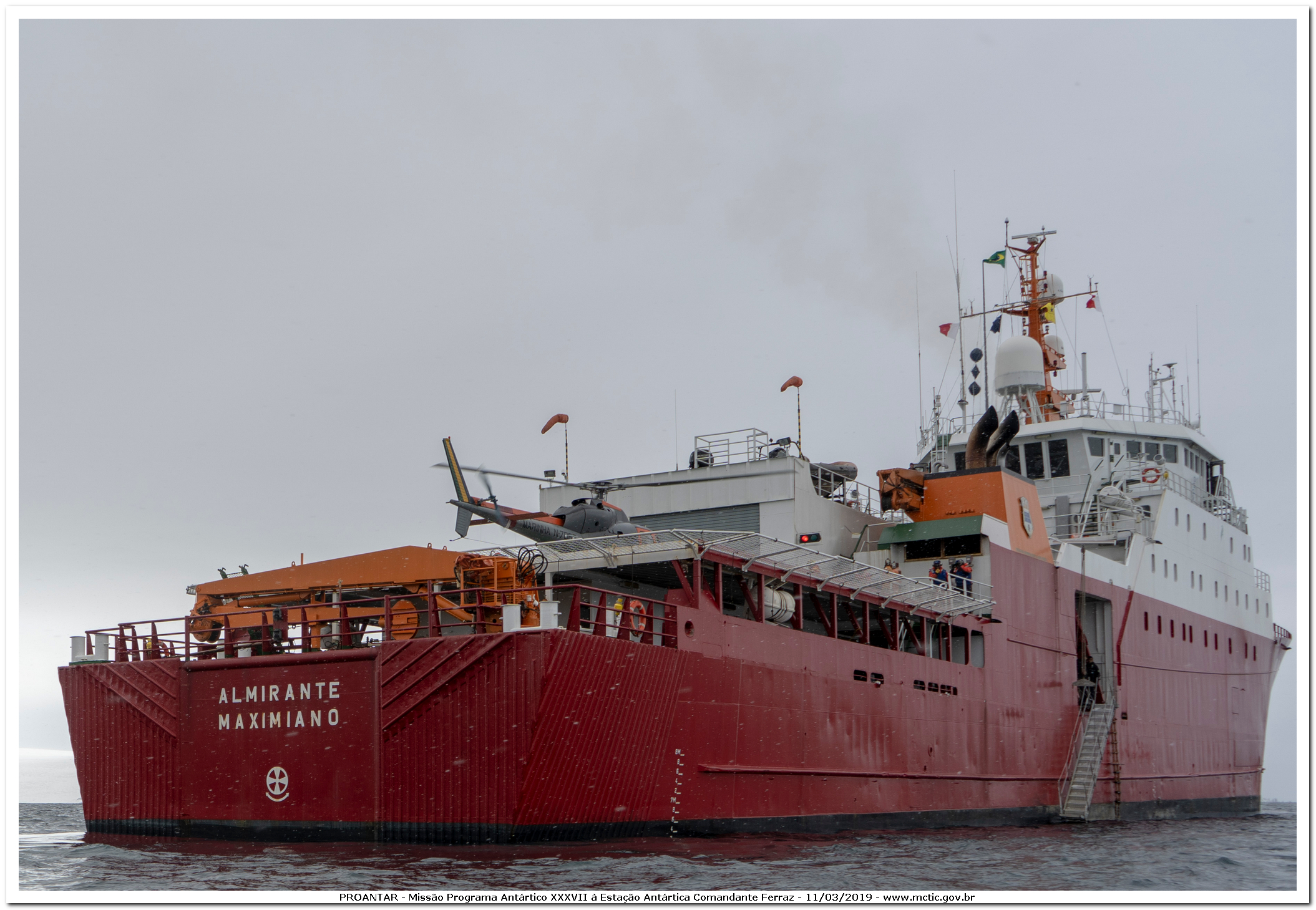
Almirante Maximiano
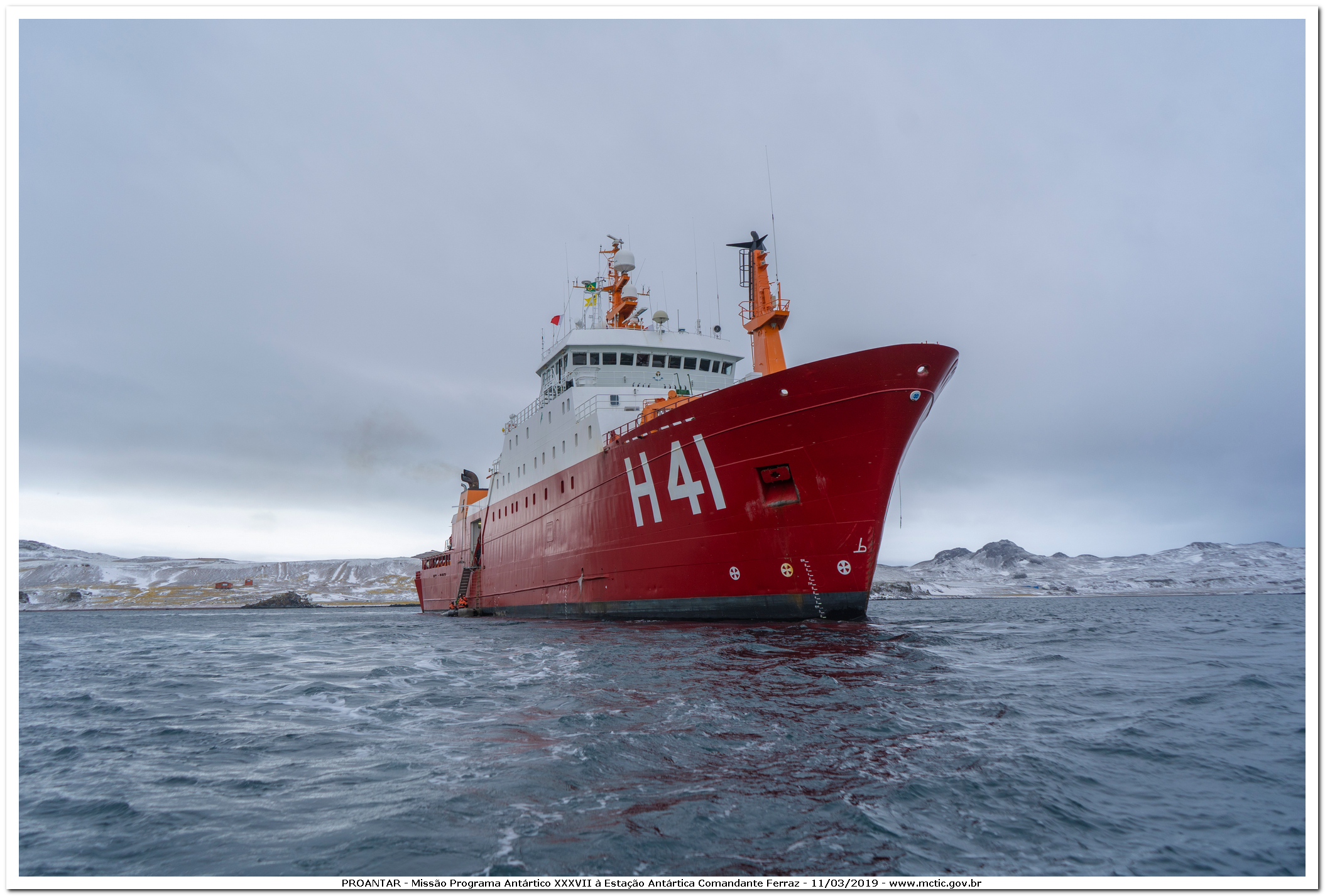
Almirante

### Note et référence
- (pt) Cet article est partiellement ou en totalité issu de l’article de Wikipédia en portugais intitulé « NPo Almirante Maximiano (H-41) » (voir la liste des auteurs).